# Johnstown (New York)
Johnstown è una città degli Stati Uniti d'America situata nello Stato di New York e in particolare nella contea di Fulton, della quale è il capoluogo.
Qui nacque l'attore John Milford.